# Trentepohlia subappressa
Trentepohlia subappressa là một loài ruồi trong họ Limoniidae. Chúng phân bố ở miền Australasia.